# Op Flohr Stadion
Op Flohr Stadion é um estádio de futebol localizado em Grevenmacher, Luxemburgo. É a casa do Grevenmacher. A capacidade é de 4062 espectadores.

## Galeria

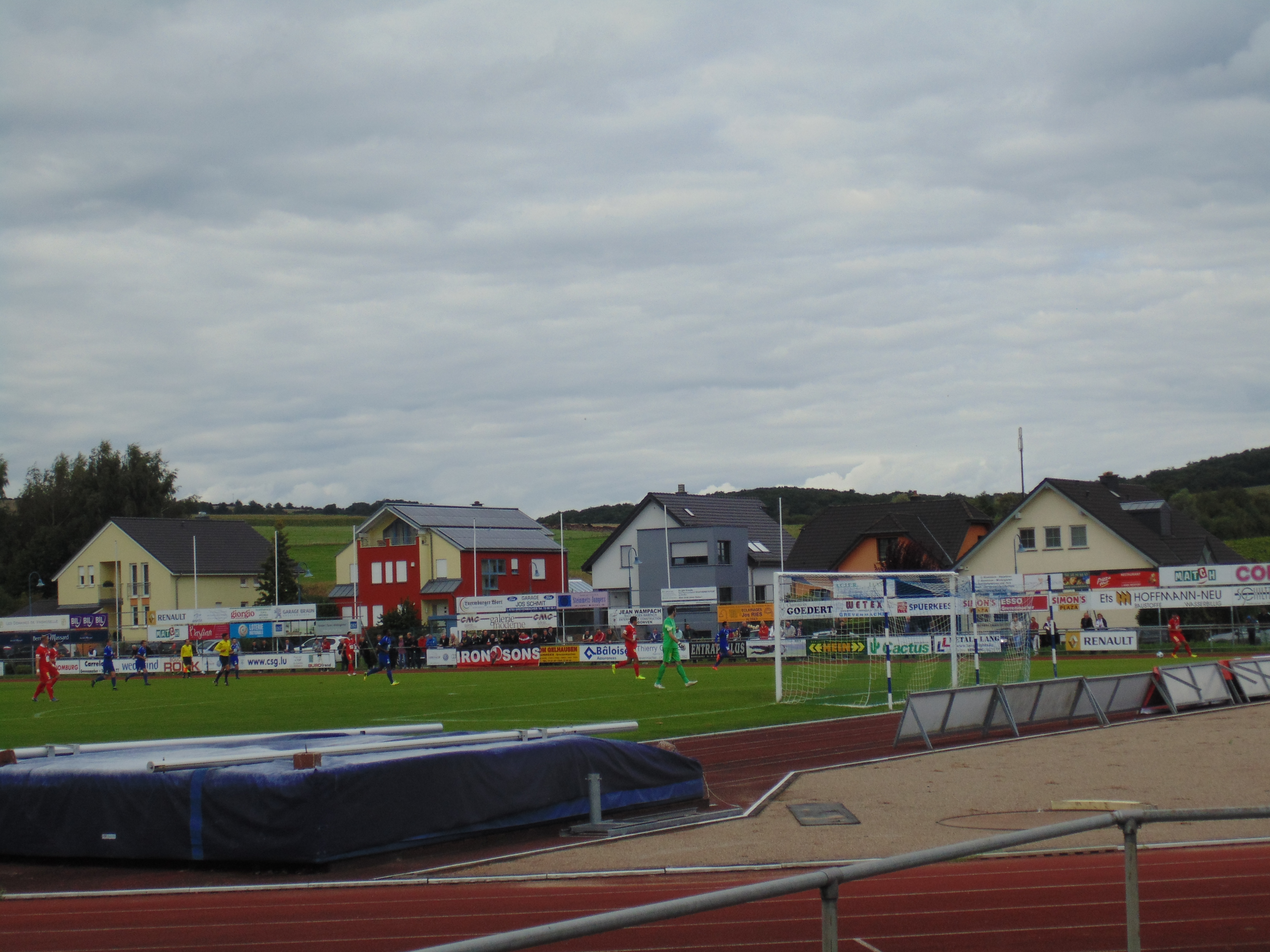
Stade Op Flohr
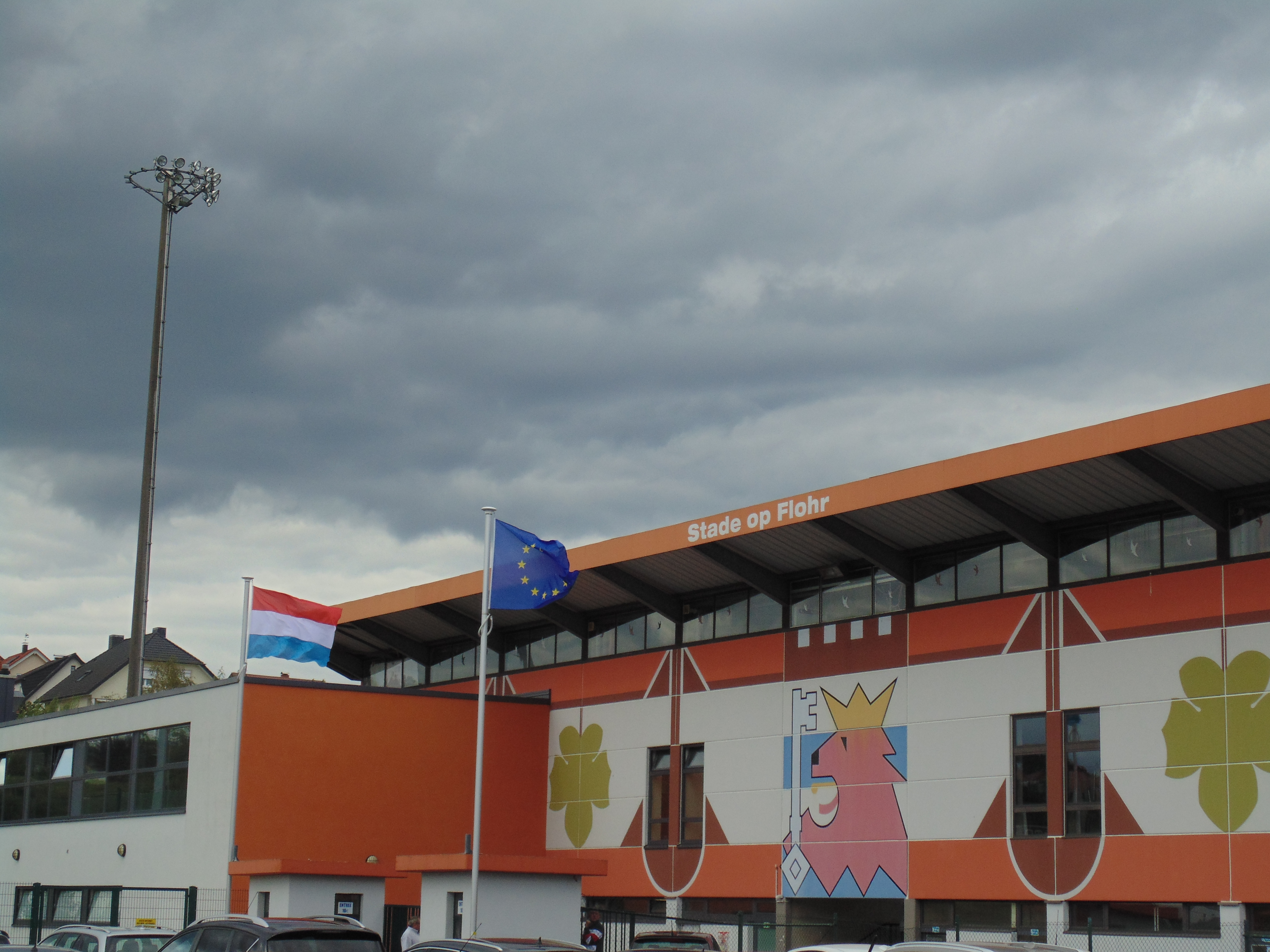
Stade Op Flohr